# Marius Sadoveac
Marius Sadoveac (n. 7 mai 1985, în Timișoara) este un handbalist român care joacă pentru SCM Politehnica Timișoara și echipa națională a României pe postul de extremă dreapta.

## Carieră
Marius Sadoveac a început să joace handbal la Liceul cu Program Sportiv Banatul din Timișoara, fiind pregătit timp de șase ani de profesorul Dan Dumitru. Ulterior, el a trecut la echipa de seniori a orașului, CSU Poli-Izometal Timișoara, alături de care, în 2008, a ajuns până în sferturile de finală ale Cupei Challenge EHF. În 2008, Sadoveac a refuzat prelungirea contractului cu formația timișoreană și s-a transferat la HCM Constanța.
Din septembrie 2014 este componentul echipei HCM Minaur Baia Mare, cu care a câștigat Liga Națională ediția 2014/2015, Cupa României ediția 2014/2015 și Supercupa României în anul 2015.
Sadoveac a debutat la echipa națională de seniori a României în 2004. Până pe 15 ianuarie 2012, el a jucat pentru România în 56 de meciuri, în care a înscris 114 goluri.

## Palmares
- Liga Națională:
  - Câștigător: 2009, 2010, 2011, 2012, 2013, 2014, 2015
- Cupa României:
  -  Câștigător: 2011, 2012, 2013, 2014, 2015
- Cupa Cupelor EHF:
  - Sfertfinalist: 2009
- Cupa Challenge EHF:
  -  Sfertfinalist: 2008

## Distincții individuale
- Cel mai bun handbalist român: 2019[7]